# 조홍규 (축구 선수)
조홍규(曺弘圭, 1983년 7월 24일 ~ )는 대한민국의 축구 선수이다.

## 클럽 경력
2006년 대구 FC에 입단하였고, 세 시즌 동안 34경기를 뛰었다.
2009년 1월 28일, 조홍규는 포항 스틸러스로 이적하였다.